# Gonolobus ustulatus
Gonolobus ustulatus är en oleanderväxtart som beskrevs av W.D.Stevens. Gonolobus ustulatus ingår i släktet Gonolobus och familjen oleanderväxter. Inga underarter finns listade i Catalogue of Life.